# Al Quie
Albert Harold Quie, dit  Al Quie (né le 18 septembre 1923 à Dennison (Minnesota) et mort le 18 août 2023 à Wayzata (Minnesota)), est un homme politique américain. Il a été le 35e gouverneur du Minnesota entre 1979 et 1983.
Il a été avait auparavant été élu à la Chambre des représentants des États-Unis où il a siégé de 1958 à 1979.